# Histoire du découpage cantonal des Pyrénées-Orientales

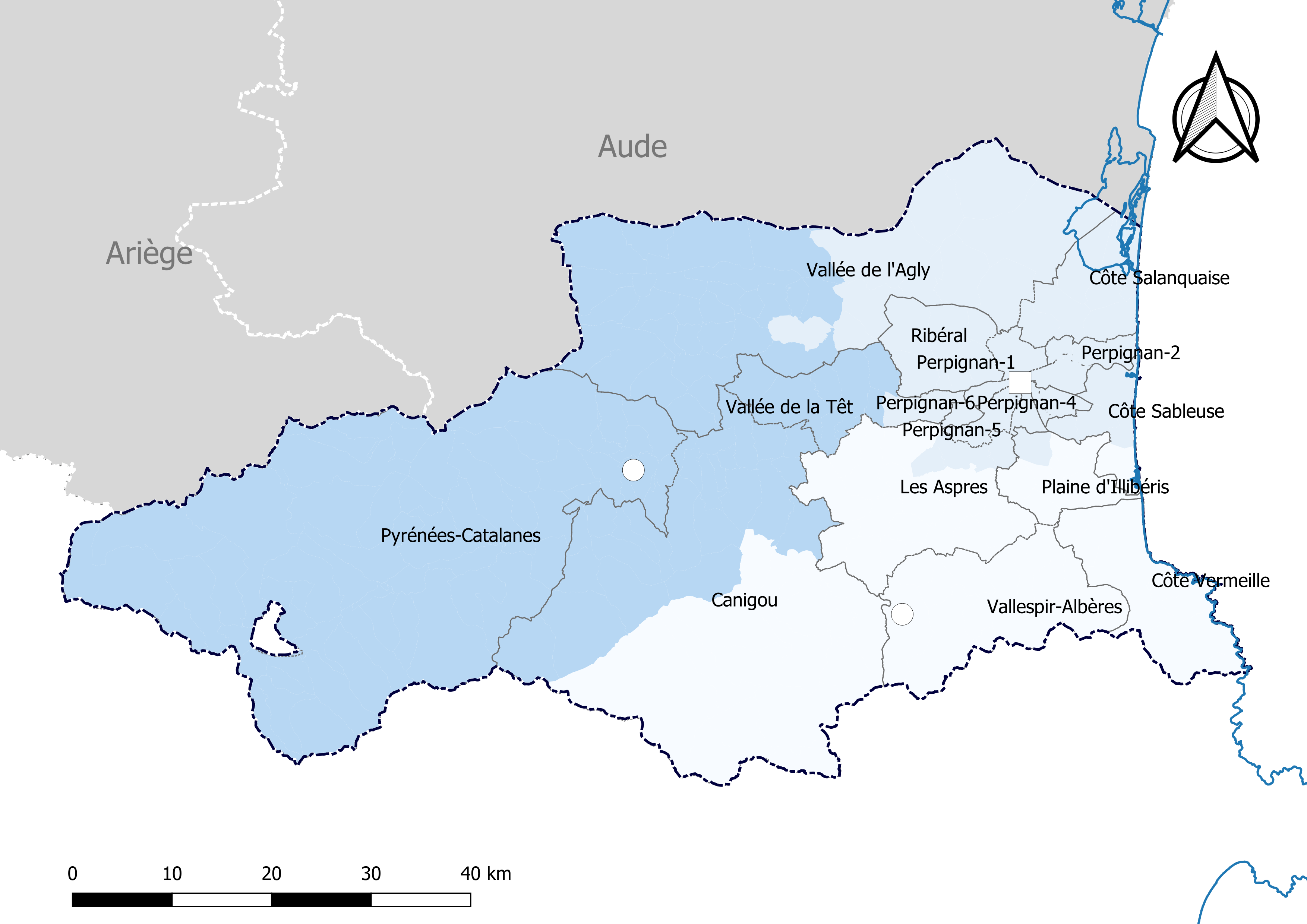
Découpage cantonal du département des Pyrénées-Orientales, avec en surimpression les arrondissements (en nuances de bleu) - Carte arrêtée au 1er janvier 2019.

L’histoire du découpage cantonal des Pyrénées-Orientales décrit les modifications successives apportées aux périmètres des cantons du département français des  Pyrénées-Orientales.
Depuis la création du département en 1790, le découpage cantonal des Pyrénées-Orientales a subi plusieurs changements notables. Le nombre de cantons est passé successivement de 28 en 1790 à 17 en 1802, 23 en 1973, 29 en 1982, 30 en 1985, 31 en 1997 et 17 en 2015.

## Histoire
Les cantons du département des Pyrénées-Orientales ont été créés en application du décret du 22 décembre 1789, portant constitution des assemblées primaires et des assemblées administratives.
Selon le recensement de l'an II, le département compte vingt-huit cantons : dix dans le district de Perpignan, sept dans celui de Céret et onze dans celui de Prades.
Sous le Consulat, en application de la loi du 8 pluviôse an IX (28 janvier 1801) portant réduction des justices de paix, un arrêté du 19 nivôse an X (9 janvier 1802) réduit le nombre des cantons du département des Pyrénées-Orientales à dix-sept : treize cantons sont supprimés (Caudiès-de-Fenouillèdes, Collioure, Corneilla-de-Conflent, Elne, Estagel, Formiguères, Ille, Laroque, Mosset, Pézilla-la-Rivière, Saint-Laurent-de-Cerdans, Saint-Laurent-de-la-Salanque et Ur), un canton est créé (Argelès) et Perpignan devient le siège de deux cantons (Perpignan-Est et Perpignan-Ouest).
Les cantons des Pyrénées-Orientales ont été plusieurs fois redécoupés. Les modifications les plus récentes ont été effectuées par les décrets suivants :
- Décret no 73-819 du 16 août 1973 portant création de cantons dans le département des Pyrénées-Orientales[2] ;
- Décret no 82-84 du 25 janvier 1982 portant création et modifications de cantons dans le département des Pyrénées-Orientales (Perpignan-I, Perpignan IX, Perpignan III, Côte-Radieuse, Perpignan-IV, Elne, Perpignan-V, Perpignan-VIII, Thuir)[3] ;
- Décret no 85-149 du 31 janvier 1985 portant modification et création de cantons dans le département des Pyrénées-Orientales[4] ;
- Décret du 21 février 1997 portant modification et création de cantons dans le département des Pyrénées-Orientales[5]

## Ancien découpage cantonal (de 1997 à 2014)
Liste des 31 cantons du département des Pyrénées-Orientales, par arrondissement :
- Arrondissement de Céret - 5 cantons - sous-préfecture : Céret :
canton d’Argelès-sur-Mer - canton d’Arles-sur-Tech - canton de Céret - canton de Côte Vermeille (chef-lieu à Port-Vendres) - canton de Prats-de-Mollo-la-Preste
- Arrondissement de Prades - 6 cantons - sous-préfecture : Prades :
canton de Mont-Louis - canton d'Olette - canton de Prades - canton de Saillagouse - canton de Sournia - canton de Vinça
- Arrondissement de Perpignan - 20 cantons - préfecture : Perpignan :
canton de Canet-en-Roussillon - canton de La Côte Radieuse (chef-lieu à Saint-Cyprien) - canton d’Elne - canton de Latour-de-France - canton de Millas - canton de Perpignan-1 - canton de Perpignan-2 - canton de Perpignan-3 - canton de Perpignan-4 - canton de Perpignan-5 - canton de Perpignan-6 - canton de Perpignan-7 - canton de Perpignan-8 - canton de Perpignan-9 - canton de Rivesaltes - canton de Saint-Estève - canton de Saint-Laurent-de-la-Salanque - canton de Saint-Paul-de-Fenouillet - canton de Thuir - canton de Toulouges

## Redécoupage cantonal de 2014
Dans la poursuite de la réforme territoriale engagée en 2010, l'Assemblée nationale adopte définitivement le 17 avril 2013 la réforme du mode de scrutin pour les élections départementales destinée à garantir la parité hommes/femmes. Les lois (loi organique 2013-402 et loi 2013-403) sont promulguées le 17 mai 2013. Un nouveau découpage territorial est défini par décret du 26 février 2014 pour le département des Pyrénées-Orientales. Celui-ci entre en vigueur lors du premier renouvellement général des assemblées départementales suivant la publication du décret, soit en mars 2015. Les conseillers départementaux sont élus au scrutin majoritaire binominal mixte. Les électeurs de chaque canton éliront au Conseil départemental, nouvelle appellation des Conseils généraux, deux membres de sexe différent, qui se présenteront en binôme de candidats. Les conseillers départementaux seront élus pour 6 ans au scrutin binominal majoritaire à deux tours, l'accès au second tour nécessitant 10 % des inscrits au 1er tour. En outre la totalité des conseillers départementaux est renouvelée.
Ce nouveau mode de scrutin nécessite un redécoupage des cantons dont le nombre est divisé par deux avec arrondi à l'unité impaire supérieure si ce nombre n'est pas entier impair et avec des conditions de seuils minimaux. Dans les Pyrénées-Orientales le nombre de cantons passe ainsi de 31 à 17.
Les critères du remodelage cantonal sont les suivants : le territoire de chaque canton doit être défini sur des bases essentiellement démographiques, le territoire de chaque canton doit être continu et les communes de moins de 3 500 habitants sont entièrement comprises dans le même canton. Il n’est fait référence, ni aux limites des arrondissements, ni à celles des circonscriptions législatives.
Conformément à de multiples décisions du Conseil constitutionnel depuis 1985 et notamment sa décision no 2010-618 DC du 9 décembre 2010, il est admis que le principe d’égalité des électeurs au regard des critères démographiques est respecté lorsque le ratio conseiller/habitant de la circonscription est compris dans une fourchette de 20 % de part et d'autre du ratio moyen conseiller/habitant du département. Pour le département des Pyrénées-Orientales, la population de référence est la population légale en vigueur au 1er janvier 2013, à savoir la population millésimée 2010, soit 448 543 habitants. Avec 17 cantons la population moyenne par conseiller départemental est de 26 385 habitants. Ainsi la population de chaque nouveau canton doit-elle être comprise entre 21 108 habitants et 31 662 habitants pour respecter le principe de l'égalité citoyenne au vu des critères démographiques.

### Composition détaillée
| N° | Nom du Canton          | Bureau centralisateur        | Population 2010             | Écart /moyenne | Nombre de communes entières | Communes composant le canton |
| -- | ---------------------- | ---------------------------- | --------------------------- | -------------- | --------------------------- | --- |
| 1  | Les Aspres             | Thuir                        | 27 866                      | 1,06           | 22                          | Banyuls-dels-Aspres, Brouilla, Caixas, Calmeilles, Camélas, Castelnou, Fourques, Llauro, Llupia, Montauriol, Oms, Passa, Pollestres, Ponteilla, Saint-Jean-Lasseille, Sainte-Colombe-de-la-Commanderie, Terrats, Thuir, Tordères, Tresserre, Trouillas, Villemolaque. |
| 2  | Le Canigou             | Amélie-les-Bains-Palalda     | 20 602                      | 0,78           | 41                          | Amélie-les-Bains-Palalda, Arles-sur-Tech, Baillestavy, La Bastide, Boule-d'Amont, Bouleternère, Casefabre, Casteil, Corneilla-de-Conflent, Corsavy, Coustouges, Espira-de-Conflent, Estoher, Fillols, Finestret, Fuilla, Glorianes, Joch, Lamanère, Mantet, Marquixanes, Montbolo, Montferrer, Prats-de-Mollo-la-Preste, Prunet-et-Belpuig, Py, Reynès, Rigarda, Rodès, Sahorre, Saint-Laurent-de-Cerdans, Saint-Marsal, Saint-Michel-de-Llotes, Serralongue, Taillet, Taulis, Taurinya, Le Tech, Valmanya, Vernet-les-Bains, Vinça. |
| 3  | La Côte sableuse       | Canet-en-Roussillon          | 30 810                      | 1,17           | 4                           | Canet-en-Roussillon, Saint-Cyprien, Saint-Nazaire, Saleilles. |
| 4  | La Côte salanquaise    | Saint-Laurent-de-la-Salanque | 29 605                      | 1,12           | 6                           | Le Barcarès, Claira, Pia, Saint-Hippolyte, Saint-Laurent-de-la-Salanque, Torreilles. |
| 5  | La Côte Vermeille      | Argelès-sur-Mer              | 29 341                      | 1,11           | 7                           | Argelès-sur-Mer, Banyuls-sur-Mer, Cerbère, Collioure, Palau-del-Vidre, Port-Vendres, Saint-André. |
| 6  | Perpignan-1            | Perpignan                    | fraction Perpignan          |                | fraction Perpignan          | Partie de la commune de Perpignan située au nord du Têt depuis la limite territoriale de la commune de Saint-Estève, jusqu'à la limite territoriale de la commune de Bompas. |

Liste des cantons
1- Les Aspres, 2- Le Canigou, 3- La Côte sableuse, 4- La Côte salanquaise, 5- La Côte Vermeille, 6- Perpignan-1, 7- Perpignan-2, 8- Perpignan-3, 9- Perpignan-4, 10- Perpignan-5, 11- Perpignan-6, 12- La Plaine d'Illibéris, 13- Les Pyrénées catalanes, 14- Le Ribéral, 15- La Vallée de l'Agly, 16- La Vallée de la Têt, 17- Vallespir-Albères

| 7  | Perpignan-2            | Perpignan                    | 14 966 + fraction Perpignan |                | 3 + fraction Perpignan      | 1° Les communes suivantes : Bompas, Sainte-Marie, Villelongue-de-la-Salanque. 2° La partie de la commune de Perpignan située à l'est de l'axe des voies et limites suivantes : depuis la limite territoriale de la commune de Bompas, au sud du Têt et à l'est de la Bassa, la passerelle, cours François-Palmarole, place de la Victoire, rue du Castillet, place Joseph-Sébastien-Pons, rue Pierre-de-Ronsard, rue Michel-de-Montaigne, rue Montesquieu, boulevard Jean-Bourrat, avenue Rosette-Blanc, rue Gustave-Violet, rue Aristide-Maillol, rue de Las-Cobas, rue du Rivage, rue Paul-Rubens, rue des Sept-Primadie, avenue Jean-Mermoz jusqu'à la limite territoriale de la commune de Cabestany. |
| 8  | Perpignan-3            | Perpignan                    | 9 074 + fraction Perpignan  |                | 1 + fraction Perpignan      | 1° La commune suivante : Cabestany. 2° La partie de la commune de Perpignan située au sud de l'axe des voies suivantes : depuis la limite territoriale de la commune de Cabestany, avenue Jean-Mermoz, rue des Sept-Primadie, rue Paul-Rubens, rue du Rivage, rue Las-Cobas, rue Aristide-Maillol, rue Gustave-Violet, avenue Rosette-Blanc, boulevard Jean-Bourrat, rue Montesquieu, rue Michel-de-Montaigne, rue Pierre-de-Ronsard, place Joseph-Sébastien-Pons, rue du Castillet, place de la Victoire, place de Verdun, pont Magenta, quai Sébastien-Vauban, place Gabriel-Péri, place Arago, rue de la Porte-d'Assaut, place du Pont-d'en-Vestit, rue des Augustins, place des Poilus, rue de la Fusterie, place Hyacinthe-Rigaud, rue Emile-Zola, rue de la Fontaine-Neuve, rue de la Côte-des-Carmes, place Jean-Moulin, rue Jean-Vielledent, boulevard Aristide-Briand, avenue Georges-Guynemer, rond-point du Pou-de-Les-Coulabres, avenue d'Argelès-sur-Mer, rond-point du Moulin-à-Vent, route d'Elne, jusqu'à la limite territoriale de la commune de Saleilles. |
| 9  | Perpignan-4            | Perpignan                    | fraction Perpignan          |                | fraction Perpignan          | Partie de la commune de Perpignan située au sud de l'axe des voies suivantes : depuis la limite territoriale de la commune de Saleilles, route d'Elne, rond-point du Moulin-à-Vent, avenue d'Argelès-sur-Mer, rond-point du Pou-de-Les-Coulabres, avenue Georges-Guynemer, boulevard Aristide-Briand, rue Jean-Vielledent, place Jean-Moulin, rue de la Côte-des-Carmes, rue de la Fontaine-Neuve, rue Emile-Zola, place Hyacinthe-Rigaud, rue de la Fusterie, place des Poilus, rue des Augustins, place du Pont-d'en-Vestit, rue Grande-la-Monnaie, rue des Sureaux, rue Jean-de-Gazanyola, rue des Archers, rue des-Rois-de-Majorque, rue des Lices, rue du Lieutenant-Pruneta, avenue Gilbert-Brutus, boulevard Félix-Mercader, avenue du Général-Guillaut, rond-point des Baléares, avenue d'Espagne, route du Perthus, jusqu'à la limite territoriale de la commune de Pollestres. |
| 10 | Perpignan-5            | Perpignan                    | 4 867 + fraction Perpignan  |                | 1 + fraction Perpignan      | 1° La commune suivante : Canohès. 2° La partie de la commune de Perpignan située au sud de l'axe des voies et limites suivantes : depuis la limite territoriale de la commune de Pollestres, route du Perthus, avenue d'Espagne, avenue du Général-Guillaut, boulevard Félix-Mercader, avenue Gilbert-Brutus, rue du Lieutenant-Pruneta, rue des Lices, rue des Rois-de-Majorque, rue des Archers, rue Jean-de-Gazanyola, rue des Sureaux, rue Grande-la-Monnaie, place du Pont-d'en-Vestit, rue de la Porte-d'Assaut, place Arago, place Gabriel-Péri, quai Sébastien-Vauban, rue de Sully, Pont de Guerre, quai de Barcelone, rue Pierre-Cartelet, rue du Maréchal-Foch, boulevard des Pyrénées, cours de la Bassa, jusqu'à la limite territoriale de la commune de Toulouges. |
| 11 | Perpignan-6            | Perpignan                    | 6 173 + fraction Perpignan  |                | 1 + fraction Perpignan      | 1° La commune suivante : Toulouges. 2° La partie de la commune de Perpignan non incluse dans les cantons de Perpignan-1, Perpignan-2, Perpignan-3, Perpignan-4 et Perpignan-5. |
| 12 | La Plaine d'Illibéris  | Elne                         | 27 408                      | 1,04           | 9                           | Alénya, Bages, Corneilla-del-Vercol, Elne, Latour-Bas-Elne, Montescot, Ortaffa, Théza, Villeneuve-de-la-Raho. |
| 13 | Les Pyrénées catalanes | Prades                       | 26 815                      | 1,02           | 62                          | Les Angles, Angoustrine-Villeneuve-des-Escaldes, Ayguatébia-Talau, Bolquère, Bourg-Madame, La Cabanasse, Campôme, Canaveilles, Catllar, Caudiès-de-Conflent, Clara, Codalet, Conat, Dorres, Égat, Enveitg, Err, Escaro, Estavar, Eus, Eyne, Font-Romeu-Odeillo-Via, Fontpédrouse, Fontrabiouse, Formiguères, Jujols, Latour-de-Carol, La Llagonne, Llo, Los Masos, Matemale, Molitg-les-Bains, Mont-Louis, Mosset, Nahuja, Nohèdes, Nyer, Olette, Oreilla, Osséja, Palau-de-Cerdagne, Planès, Porta, Porté-Puymorens, Prades, Puyvalador, Railleu, Réal, Ria-Sirach, Saillagouse, Saint-Pierre-dels-Forcats, Sainte-Léocadie, Sansa, Sauto, Serdinya, Souanyas, Targassonne, Thuès-Entre-Valls, Ur, Urbanya, Valcebollère, Villefranche-de-Conflent. |
| 14 | Le Ribéral             | Saint-Estève                 | 22 546                      | 0,85           | 7                           | Baho, Baixas, Calce, Peyrestortes, Pézilla-la-Rivière, Saint-Estève, Villeneuve-la-Rivière. |
| 15 | La Vallée de l'Agly    | Rivesaltes                   | 27 329                      | 1,04           | 38                          | Ansignan, Arboussols, Bélesta, Campoussy, Caramany, Cases-de-Pène, Cassagnes, Caudiès-de-Fenouillèdes, Espira-de-l'Agly, Estagel, Felluns, Fenouillet, Fosse, Lansac, Latour-de-France, Lesquerde, Maury, Montner, Opoul-Périllos, Pézilla-de-Conflent, Planèzes, Prats-de-Sournia, Prugnanes, Rabouillet, Rasiguères, Rivesaltes, Saint-Arnac, Saint-Martin-de-Fenouillet, Saint-Paul-de-Fenouillet, Salses-le-Château, Sournia, Tarerach, Tautavel, Trévillach, Trilla, Vingrau, Vira, Le Vivier. |
| 16 | La Vallée de la Têt    | Le Soler                     | 24 402                      | 0,92           | 10                          | Corbère, Corbère-les-Cabanes, Corneilla-la-Rivière, Ille-sur-Têt, Millas, Montalba-le-Château, Néfiach, Saint-Féliu-d'Amont, Saint-Féliu-d'Avall, Le Soler. |
| 17 | Vallespir-Albères      | Céret                        | 29 320                      | 1,11           | 13                          | L'Albère, Le Boulou, Céret, Les Cluses, Laroque-des-Albères, Maureillas-las-Illas, Montesquieu-des-Albères, Le Perthus, Saint-Génis-des-Fontaines, Saint-Jean-Pla-de-Corts, Sorède, Villelongue-dels-Monts, Vivès. |
|    |                        |                              | 448 543                     |                | 226                         | |

### Répartition par arrondissement
Contrairement à l'ancien découpage où chaque canton était inclus à l'intérieur d'un seul arrondissement, le nouveau découpage territorial s'affranchit des limites des arrondissements. Certains cantons peuvent être composés de communes appartenant à des arrondissements différents. Dans le département des Pyrénées-Orientales, c'est le cas de six cantons (les Aspres, Le Canigou, La Côte sableuse, La Plaine d'Illibéris, la Vallée de l'Agly et la Vallée de la Têt).
Le tableau suivant présente la répartition par arrondissement :
| N° | Canton                 | Céret | Perpignan              | Prades | Total                  |
| -- | ---------------------- | ----- | ---------------------- | ------ | ---------------------- |
| 1  | Les Aspres             | 19    | 3                      |        | 22                     |
| 2  | Le Canigou             | 16    |                        | 25     | 41                     |
| 3  | La Côte sableuse       | 1     | 3                      |        | 4                      |
| 4  | La Côte salanquaise    |       | 6                      |        | 6                      |
| 5  | La Côte vermeille      | 7     |                        |        | 7                      |
| 6  | Perpignan-1            |       | fraction Perpignan     |        | fraction Perpignan     |
| 7  | Perpignan-2            |       | 3 + fraction Perpignan |        | 3 + fraction Perpignan |
| 8  | Perpignan-3            |       | 1 + fraction Perpignan |        | 1 + fraction Perpignan |
| 9  | Perpignan-4            |       | fraction Perpignan     |        | fraction Perpignan     |
| 10 | Perpignan-5            |       | 1 + fraction Perpignan |        | 1 + fraction Perpignan |
| 11 | Perpignan-6            |       | 1 + fraction Perpignan |        | 1 + fraction Perpignan |
| 12 | La Plaine d'Illibéris  | 8     | 1                      |        | 9                      |
| 13 | Les Pyrénées catalanes |       |                        | 62     | 62                     |
| 14 | Le Ribéral             |       | 7                      |        | 7                      |
| 15 | La Vallée de l'Agly    |       | 10                     | 28     | 38                     |
| 16 | La Vallée de la Têt    |       | 2                      | 8      | 10                     |
| 17 | Vallespir-Albères      | 13    |                        |        | 13                     |
|    |                        | 64    | 39                     | 123    | 226                    |